# Vérkhnie-Azialski
Vérkhnie-Azialski (en rus: Верхне-Азъяльский) és un poble (un khútor) de la República de Marí El, a Rússia, que en el cens del 2010 tenia 29 habitants. Pertany al districte rural de Voljsk.